# Zyrjanka (fiume)
La Zyrjanka è un fiume della Russia siberiana orientale (Repubblica Autonoma della Jacuzia), affluente di sinistra della Kolyma.
Nasce nell'estrema parte orientale della Jacuzia dalla piccola catena montuosa dei monti Garmyčan, nel sistema dei monti Čerskij, attraversa i monti della Moma raggiungendo il Bassopiano della Kolyma; scorre con direzione mediamente orientale su tutto il percorso, sfociando nella Kolyma nel suo medio corso presso la località di Zyrjanka.
Il fiume è gelato, mediamente, da ottobre a fine maggio, similmente a tutti gli altri fiumi del bacino. È utilizzato per il rafting e la pesca. Il fiume è popolato da: nelma, Brachymystax lenox, temoli, lucci, coregoni, persici, omul.